# Oda Buldigilu
Oda Buldigilu (ou Oda Bilidigilu, anciennement Oda Godere) est un woreda de la zone Asosa dans la région Benishangul-Gumuz, en Éthiopie.
Le woreda a 54 584 habitants en 2007.
Sa principale agglomération est Bilidigilu.

## Population
Au recensement de 2007, le woreda a 54 584 habitants dont 94 % de population rurale,.
La population urbaine (3 165 habitants) est celle de Bilidigilu.
Avec une superficie de 1 387 km2[réf. souhaitée], le woreda a en 2007 une densité de population de 39 personnes par km2 ce qui est supérieur à la moyenne de la zone[réf. souhaitée]. 
En 2020, sa population est estimée par projection des taux de 2007 à 62 554 personnes.